# Comune sparso
In cartografia, un comune sparso è un comune che non ha un centro ben definito.

## Definizione
Nelle mappe dell'Istituto Geografico Militare il nome di un comune sparso è riportato in orizzontale e a lettere distanziate, così da riferirsi all'intero territorio comunale anziché a una località specifica. Il luogo in cui è ubicata la sede comunale, se diverso dal capoluogo comunale, è indicato mediante la scritta "sede comunale" tra parentesi.